# 吳士鑑
吳士鑑（1868年—1934年） ，号絅齋，别署式溪居士，钱塘（今浙江省杭州市）人，中國近代金石學家。

## 生平
吳士鑑為吳振棫曾孫，吳慶坻子。光緒十八年（1892年）壬辰科中进士，殿試高居第一甲第二名（榜眼），授翰林院編修，官至侍讀。後曾任江西学政、資政院議員、清史館纂修。

## 著作
吳士鑑以評騭金石、考訂碑板和精研史籍而聞名。主要著作有：
- 目錄學論著《補晉書經籍志》4卷
- 《清宮詞》
- 《商周彝器例》
- 《九鐘精捨金石跋尾》
- 《含嘉室詩文集》
- 《晋书斠注》